# Badiera cubensis
Badiera cubensis är en jungfrulinsväxtart som beskrevs av Nathaniel Lord Britton. Badiera cubensis ingår i släktet Badiera och familjen jungfrulinsväxter. Inga underarter finns listade i Catalogue of Life.